# 翹嘴鷸

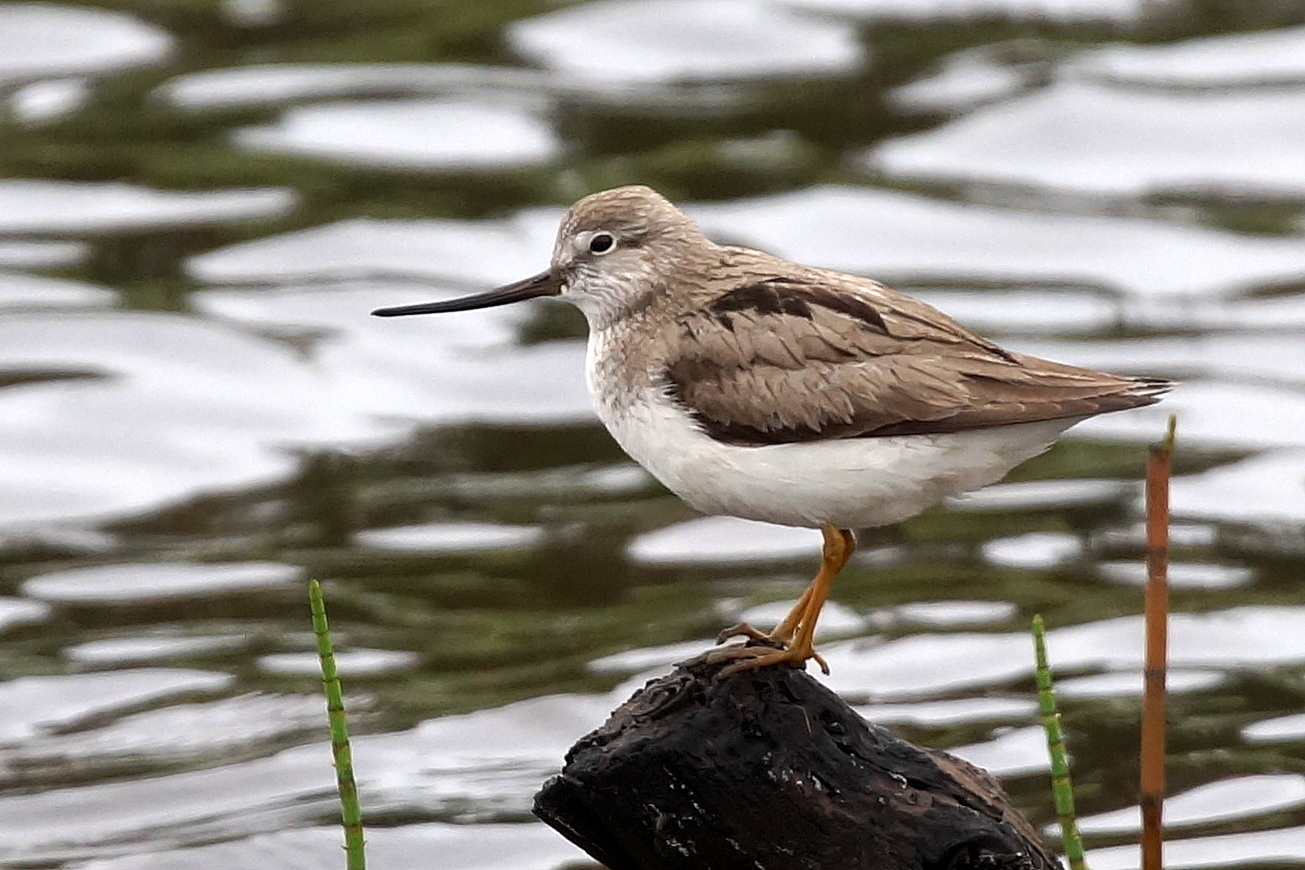

翘嘴鹬（学名：Xenus cinereus），又名翹嘴鷸，为鷸科翹嘴鷸屬下的一个种。是一種小型遷徙性的古北界涉禽物種，也是翹嘴鷸屬（Xenus）中唯一的成員。它的英名（Terek sandpiper）來源於捷列克河，該河流入裏海西部，因為它最早是在該地區被觀察到的。

## 分類學
反嘴鷸在1775年由德國自然學家約翰·安東·居爾登施泰特正式描述並插圖，當時使用的是二名法Scolopax cinerea。他報告稱，他在捷列克河流入裏海的河口處看到了成對繁殖的反嘴鷸。 現在它是唯一被放置在1829年由德國自然學家約翰·雅各布·考普引入的翹嘴鷸屬（Xenus）中的物種。 屬名Xenus源自古希臘語xenos，意思是「陌生人」；具體名稱cinereus則來自拉丁語，意為「灰色」，由cinis, cineris即「灰燼」衍生而來。 該物種被認為是單型的，沒有亞種被認可。
在鷸科中，Xenus是長腳鷸-鷸科-瓣蹼鷸進化枝的一部分，與濱鷸的關係較遠。基於DNA序列差異以及推測的長腳鷸和瓣蹼鷸的化石，這些化石大約來自23至22百萬年前的漸新世/中新世邊界，反嘴鷸可能在晚漸新世時期與其親緣分化。鑒於在歐亞大陸發現的該群體的眾多基群化石，反嘴鷸譜系很可能起源於該地區，可能是由於圖爾蓋海在此時期逐漸乾涸而被孤立。

## 描述

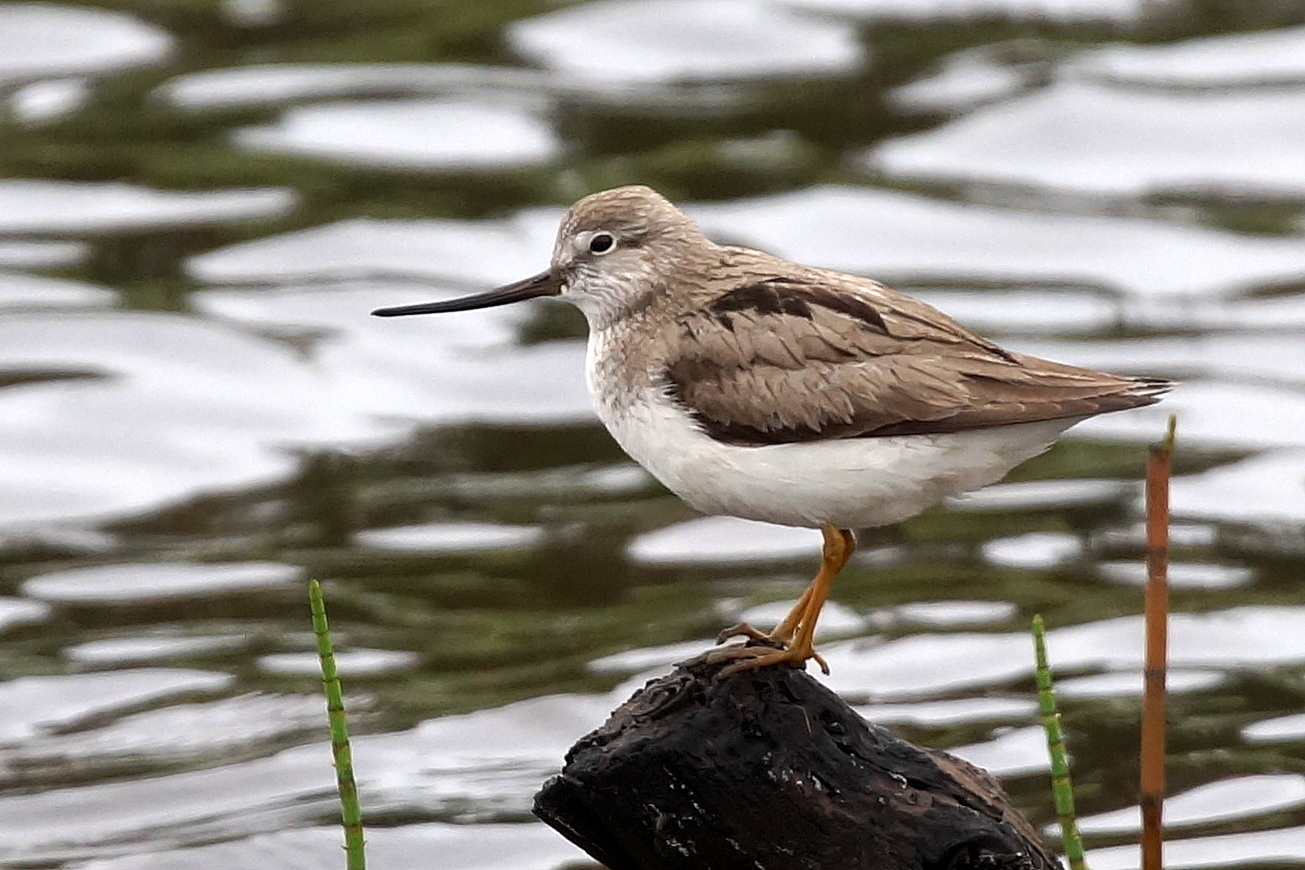

反嘴鷸的體型略大於矶鷸，長度為22—25 cm（8.7—9.8英寸），其長且向上彎曲的嘴喙——有點像反嘴鷸的，其嘴喙彎曲程度都不如反嘴鷸——使其非常有特色。正如其科學名稱所暗示的，這種涉禽在所有羽毛階段都具有灰色的背部、面部和胸部；一條白色的眉紋可能或多或少顯眼。腹部呈白色，腳呈黃色；喙基部呈黃色，其餘部分為黑色。
其叫聲為高音哨聲。

## 分佈與生態
這種鳥類在從芬蘭到西伯利亞北部的針葉林中的近水區域繁殖，並在冬季遷徙到非洲東部、南亞和澳大利亞的熱帶海岸，通常偏好泥濘區域。它是西歐的稀有迷鳥，尤其是在秋季，有時會在遷徙途中經過馬里亞納群島；而在帕勞，這種遷徙路線較遠的地方，則相當罕見。然而，幾乎每年，且近年來顯然越來越頻繁，會有幾隻鳥偏離路線來到阿拉斯加和阿留申群島以及普里比洛夫群島。每隔幾年，個別迷鳥會被記錄在新熱帶界，它們要么是從非洲遷徙來的，要么是跟隨北美當地的涉禽南下過冬。這些迷鳥曾被記錄到最南至阿根廷。
反嘴鷸在其範圍內的整體遺傳變異性較低，有一些收縮後擴張的證據。儘管地理上隔離的東歐第聶伯河種群顯示出顯著的遺傳分化。
它以獨特且非常活躍的方式覓食，追逐昆蟲和其他移動的獵物，有時會跑到水邊清洗捕獲物。
它在地面挖出的窩中產下三到四顆蛋。
反嘴鷸喜歡與翻石鷸（Arenaria interpres）、小型濱鷸以及鴴屬（Charadrius）（但可能不包括斑鴴屬 （Pluvialis））鳥類為伴；一隻在巴拉蒂（里約熱內盧州）的迷鳥被記錄到與一隻斑腹磯鷸（Actitis macularius）成雙成對。
這是非歐亞遷移性水鳥協定（AEWA）所涵蓋的物種之一。反嘴鷸分佈廣泛且通常數量相當多，IUCN不認為它是受威脅的物種。

## 圖庫

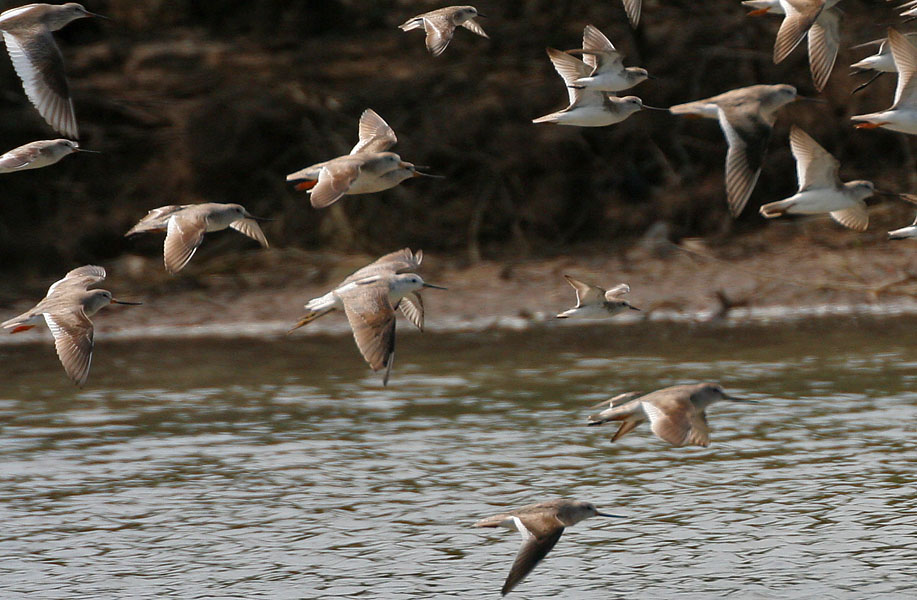
反嘴鷸 Xenus cinereus、小濱鷸 Calidris minuta 和小青足鷸 Tringa stagnatilis 在克里須那野生動物保護區、安得拉邦、 印度。
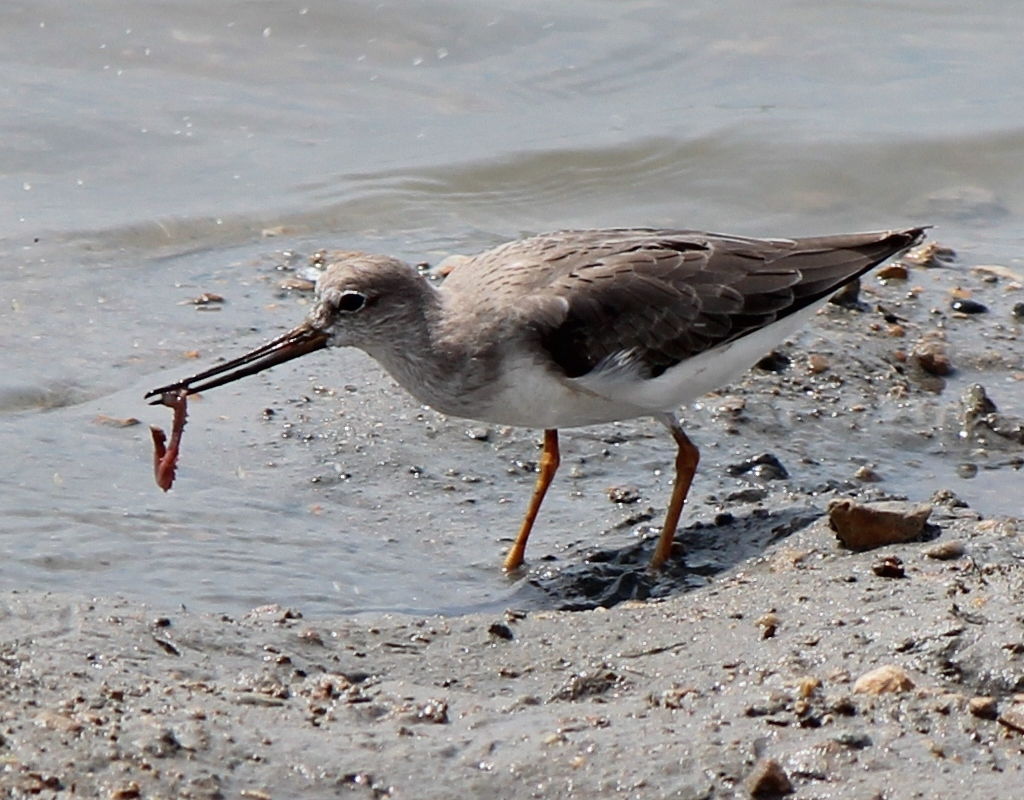
吃沙蠶 莊內川, 日本
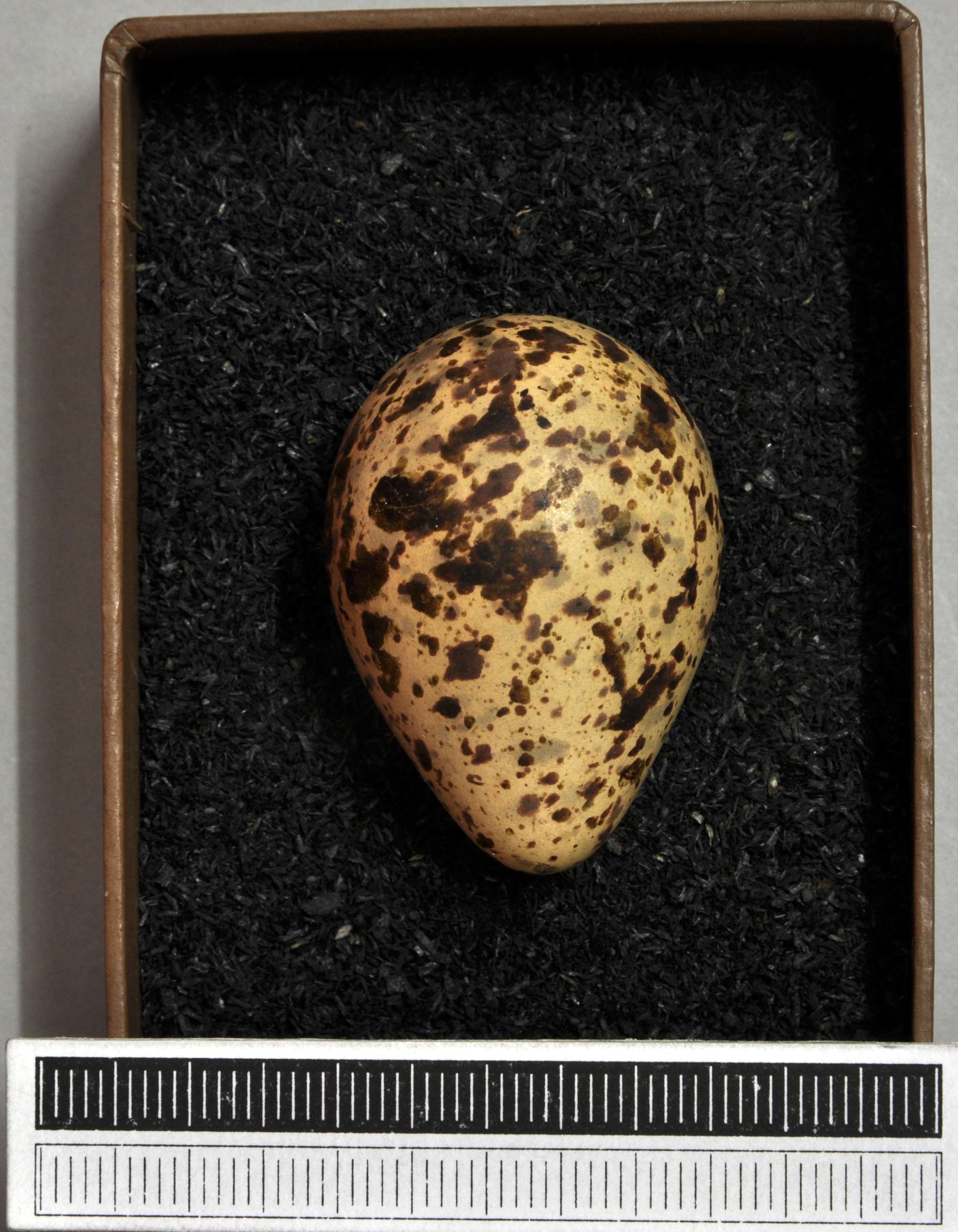
蛋, 收藏於威斯巴登博物館
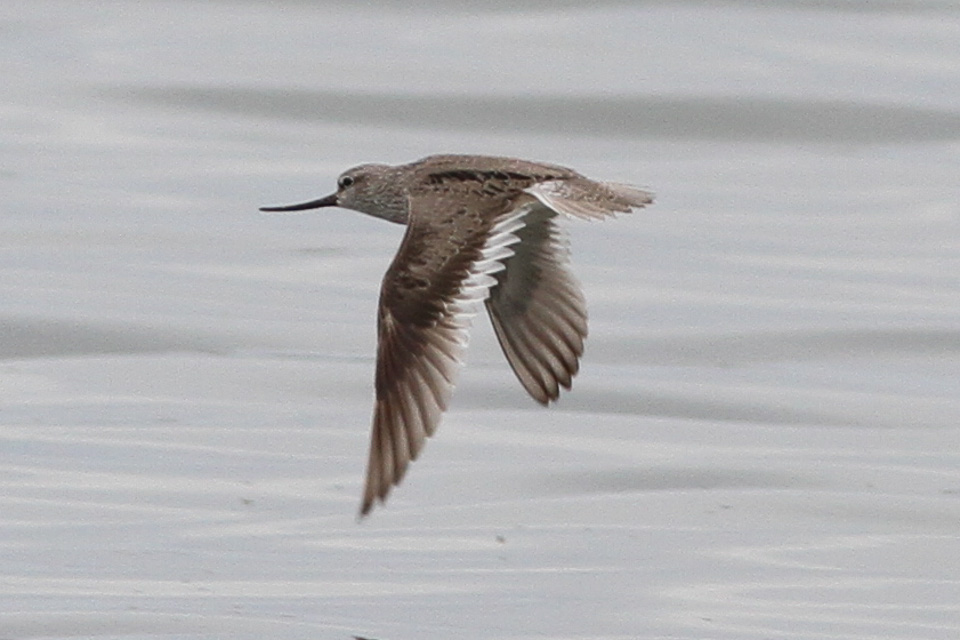
飛行中
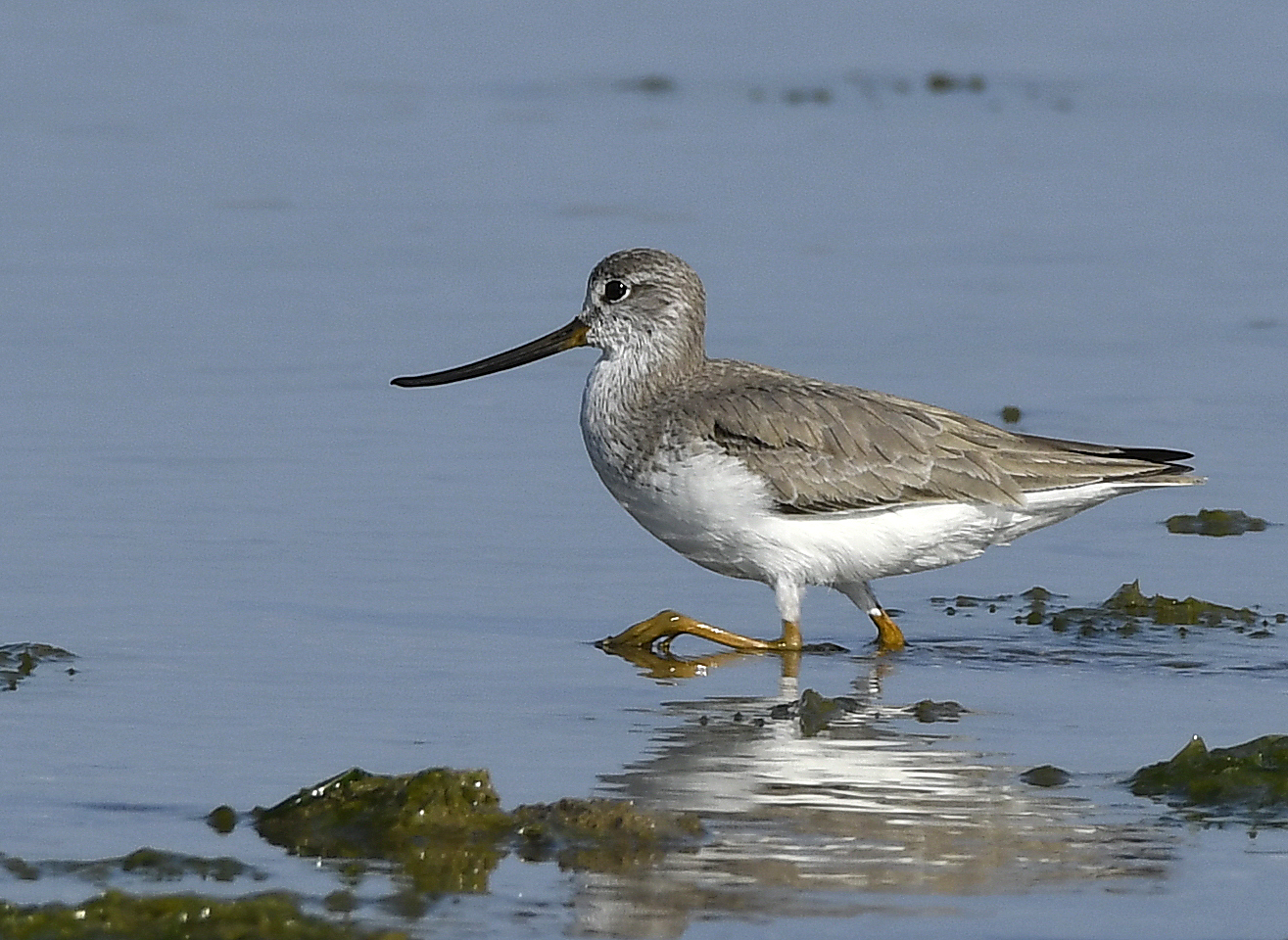
在納拉拉，賈姆訥格爾, 印度
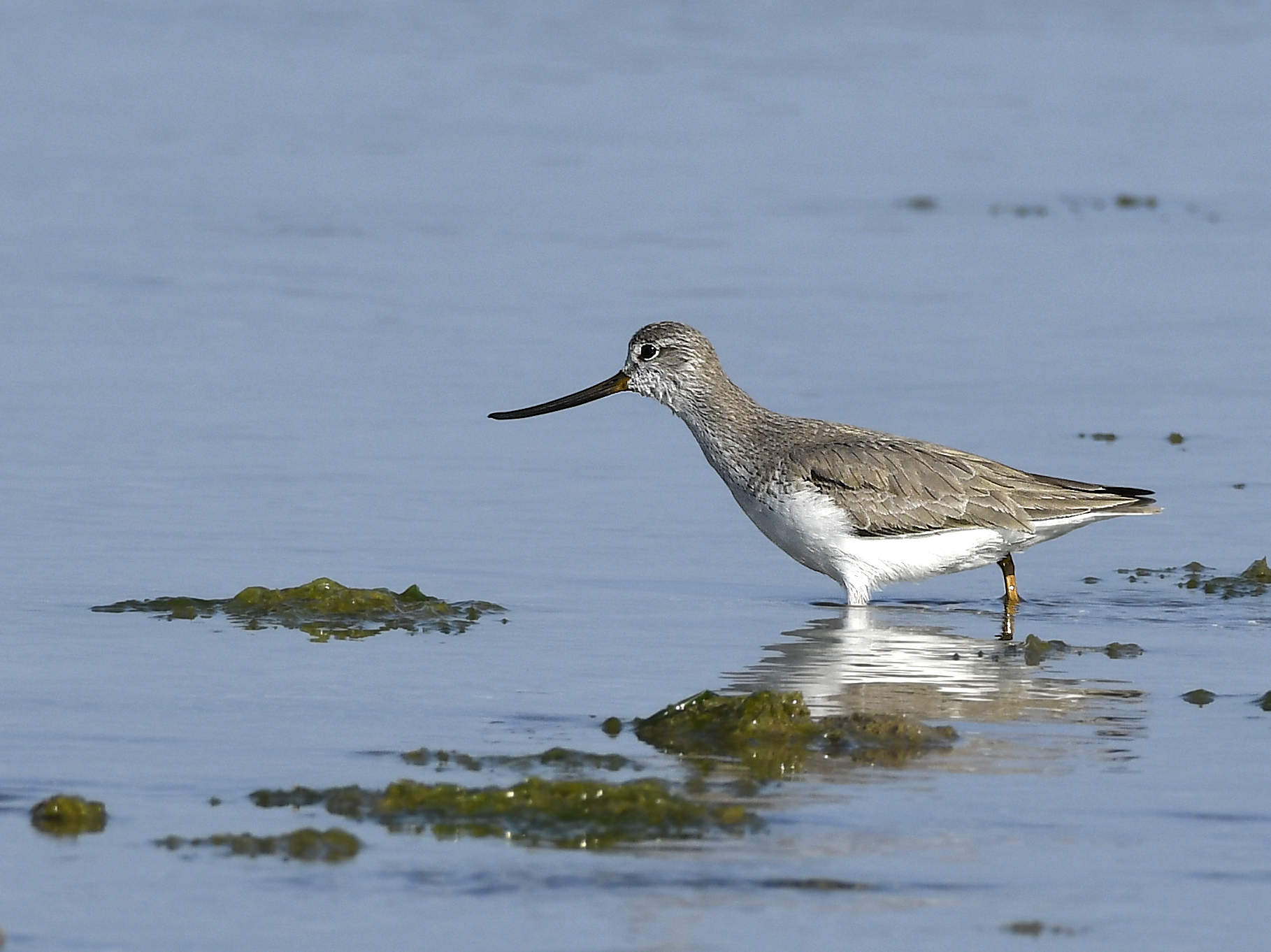
在納拉拉，賈姆訥格爾, 印度
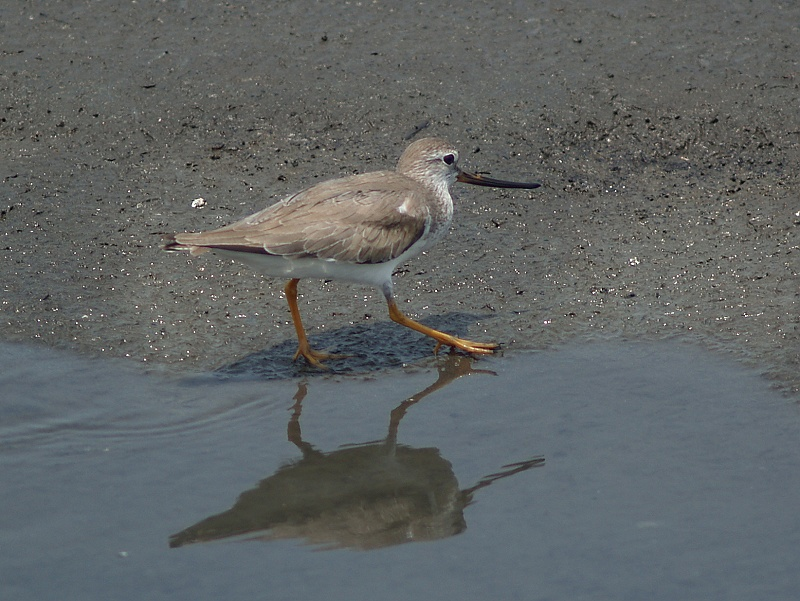
雲林縣, 台灣

## 扩展阅读
- 維基物種上的相關：翹嘴鷸